# Szivardohány-készítés
A szivardohány-készítés nagyfokú szakértelmet és speciális éghajlati környezetet igénylő mezőgazdasági és technológiai műveletek sora. A folyamat során feldolgozott szivarlevelek szolgálnak alapul a szivarok gyártásához.
A dohánymagvakat sík területre, ágyásokba ültetik. Az ültetés után a területet szalmával, textíliákkal vagy egyéb nem fényáteresztő takaróval fedik le. A dohánycsírák megjelenése után rovarirtó szereket alkalmaznak, majd a takarást fokozatosan eltávolítják, majd az ültetés utáni 35. nap környékén a dohánypalántákat átültetik a dohányföldekre.
Betakarításkor a leveleket kézzel távolítják el a tövekről. Ez a munkafolyamat hat alkalommal történik, így egy-egy alkalommal a dohány más-más részein lévő leveleket gyűjtik be (libra de pie – a tőnél, uno y medio – másfél, centro ligero – könnyű közép, centro fino – vékony közép, centro gordo – vastag közép, corona – korona), általában egy-egy hetes szünetet tartva.

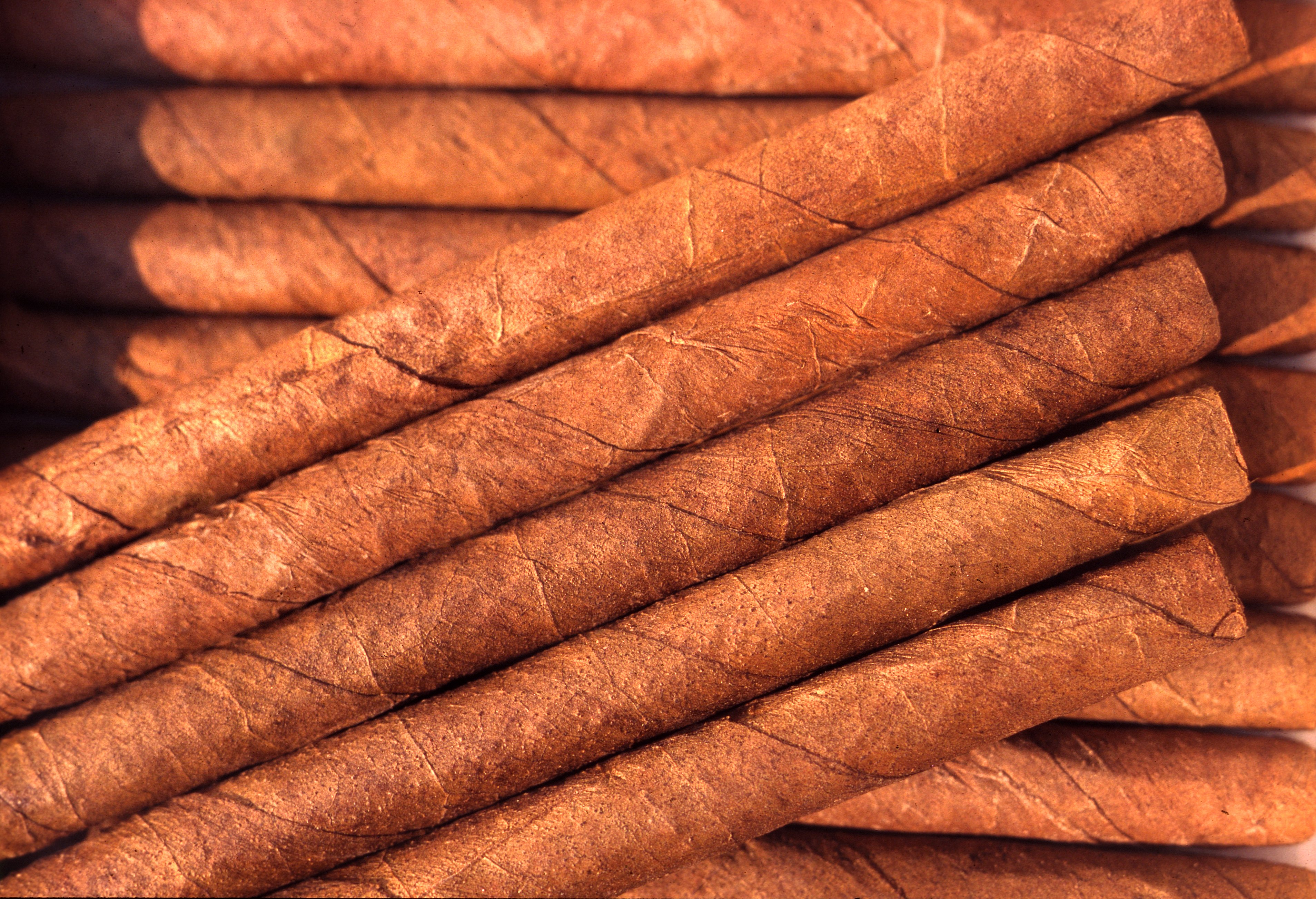

A borítóleveleknek szánt dohányleveleket ötösével összekötözik. A legjobb minőségű levelek a növény közepén helyezkednek el, a csúcsleveleket a legtöbbször kötőlevélnek használják.
A dohányleveleket többféle módon osztályozzák: 
- a burkolólevél színe: ligero (világos), seco (száraz), viso (fényes), amarillo (sárga), medio tiempo (félszövet), quebrado (tört)
- levélméret (nagy, átlagos, kicsi)
- kinézet (ép, beteg, töredezett, elhalt)

A leveleket szüretelése után ún. dohánycsűrökben pácolják. Ezek a helyiségek nyugat-kelet irányban beállított két ajtóval rendelkeznek, így napkelte után a keleti, illetve napnyugta előtt a nyugati oldalt éri a napfény. A pácolóhelyiség páratartalmát és hőmérsékletét folyamatosan mérik. A levelek százas csoportokban egy-egy rúdon lógnak 45-60 napig. Ezen idő alatt a dohánylevelekben lévő klorofill karotinná alakul át, így a zöld levelek felveszik jellegzetes barna színüket. A pácolás után a leveleket csoportosítják, majd az erjesztőházba kerülnek (fermentálás) keverékével.

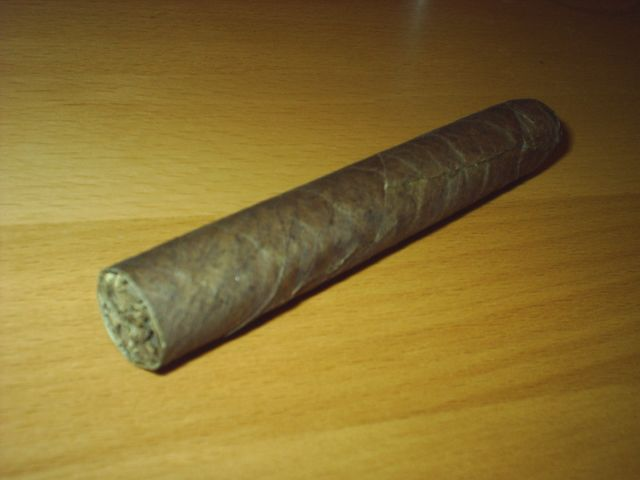

Erjesztés során a leveleket egy-egy méter magas, jutával letakart kupacokba halmozzák. Az erjedés általában 35-40 napig tart, ezalatt a felszabadult hőt elvezetik, az állandó hőmérsékletet 33 Celsius-fok alatt tartják. Ezután a kupacokat szétszedik, és a leveleket megszárítják.
A száradás után a válogató-házban a dohányleveleket osztályozzák szín, méret és mintázat alapján, illetve eltávolítják a töltelékdohány szárait. A leveleket ezután megnedvesítik vízzel, vagy víz és a töltelékdohány szárából facsart folyadékkal. 
A következő folyamat során a speciális tepsikre fektetett leveleket visszahordják az erjesztőházba, ahol két méter magas, fénytől védett halmokat építenek belőlük. Ezekre a halmokra több helyen kifúrt fahordót állítanak, melyben a hőmérséklet az erjedés során nem haladhatja meg a 44 °C-ot.
A második erjedés befejeztével a levelek átkerülnek a csomagolóházba, ahol akár még egy-két évig tovább érlelhetik őket.